# Joël Eisenblätter
Joël Eisenblätter (* 22. April 1997 in Berlin) ist ein ehemaliger deutscher Kinderdarsteller und Nachwuchs-Synchronsprecher.

## Filmografie
- 2005: Ich sehe was, was du nicht siehst
- 2005: Sarah geht spazieren
- 2005: Abschnitt 40, Folge: Zwangsmaßnahmen (TV-Serie)
- 2005: Fredo, der Held
- 2006: Anja & Anton, Folge: Der Ohrwurm (TV-Serie)
- 2006: Die Landärztin – Diagnose Tollwut (TV-Reihe)
- 2006: Küstenwache, Folge: Angst vor der Wahrheit (TV-Serie)
- 2006: Beutolomäus und der geheime Weihnachtswunsch (TV)
- 2006: Abschied mit Lachen
- 2006: Schöner Leben
- 2006: Micky Mouse – Clubhaus (Synchronsprecher)
- 2006: Crismon Tide (Synchronsprecher)
- 2007: Die 25. Stunde (TV)
- 2007: Das 100 Millionen Dollar Date (TV)
- 2007: Die Masche mit der Liebe (TV)
- 2007: Exitus – Ärzte am Limit (TV)
- 2007: Die Entführung
- 2007: Großstadtrevier, Folge: Unter falschen Segeln (TV-Serie)
- 2007: Hilfe, die Familie kommt! (TV)
- 2007: Sagittarius
- 2008: Tatort – Ausweglos
- 2008: Die Jahrhundertlawine (TV)
- 2008: Polizeiruf 110, Folge: Die armen Kinder von Schwerin (TV-Serie)
- 2009: Das Duo, Folge: Wölfe und Lämmer (TV-Serie)
- 2009: Kommissar LaBréa, Folge: Mord in der Rue St. Lazare (TV-Serie)
- 2009: Sturm
- 2010: Tatort – Absturz  (TV-Serie)
- 2010: Rottmann – Rottmann schlägt zurück (TV)
- 2010: Petzi – Um die Ecke (Sprecherrolle)
- 2011: Der Mann mit dem Fagott (TV)
- 2012: Wege zum Glück (TV-Telenovela)
- 2013: Notruf Hafenkante, Folge: Versuchungen (TV-Serie)

## Hörspiel
- 2010: Der Mond der fliegenden Enten